# Чернухин, Сергей Викторович
Сергей Викторович Чернухин (род. 5 марта 1971) — российский дзюдоист, чемпион России, мастер спорта России международного класса, тренер. Воспитанник Липецкой детско-юношеской спортивной школы № 8. Выступал в суперлёгкой весовой категории (до 60 кг). Неоднократный призёр чемпионатов Европы и мира среди ветеранов по дзюдо.

## Спортивные результаты
- Чемпионат России по дзюдо 1993 года — ;
- Открытый чемпионат Польши 1994 года — ;